# Hedersmordet i Högsby
Hedersmordet i Högsby var ett hedersmord i Högsby den 16 november 2005 då den 20-årige Abbas Rezai mördades under tortyrliknande former i sin flickväns familjs lägenhet. Orsaken till mordet tros vara att Abbas Rezai haft en kärleksaffär med den 16-åriga dottern till en afghansk familj.
I Kalmar tingsrätt dömdes den 27 april 2006 Abbas Rezais flickväns då 18-åriga bror till fyra års sluten ungdomsvård och sedan livstids utvisning för mordet efter att han tagit på sig hela skulden. De mordåtalade föräldrarna till flickvännen friades. Rätten menade även att hedersmotivet inte var tillräckligt styrkt. I maj 2011 beviljades resning i målet med Abbas Rezais flickväns föräldrar som huvudmisstänkta efter att flickvännens dömda bror ändrat sin berättelse. Den 5 juni 2011 dömdes föräldrarna i Göta hovrätt till vardera tio års fängelse och utvisning för mordet. Flickvännens bror dömdes samtidigt för medhjälp till ett år och fyra månaders sluten ungdomsvård, utan utvisning.